# 35 órás munkahét
A 35 órás munkahét egy először Franciaországban bevezetett munkaidő-rövidítés. 2000 februárjában vezették be Lionel Jospin miniszterelnök Gauche Plurielle (Plurális Baloldal) kormánykoalíciója alatt. A reform fő propagálója Martine Aubry munkaügyi miniszter volt.
A rövidítés előtt a munkahét hivatalos hossza 39 óra volt Franciaországban. Utóbbit a szintén  szocialista François Mitterrand elnök alatt állapították meg. A 35-órás munkahét már a szocialisták 1981-es választási programjának is része volt (110 javaslat Franciaországnak).
A 35 óra sztenderd korlát. Az efölötti munkaidőt túlórának kell tekinteni. 

## Érvek mellette
A reform célja kettős volt:
- Csökkenteni a munkanélküliséget és észszerűbben elosztani a munkát, miután sokan hosszú munkanapokat dolgoztak végig, míg mások munkanélküliek voltak. Az órák számának 10,2 százalékos csökkentése arányában a cégek több embert vehettek volna fel, elméletben.
- A modern társadalom biztosította termelékenység-javulást felhasználni arra, hogy több pihenőidőt kapjanak az emberek és javuljon az életminőségük.

## Kritikák
A 35 órás munkahét észszerűsége vitatott Franciaországban. A baloldali pártok és szakszervezetek általában támogatják, a konzervatív pártok és a francia munkaadók legnagyobb szövetsége, a MEDEF (Mouvement des Entreprises de France) azonban ellenzik. Az intézkedés kritikusai azt állítják, hogy a munkaidő-csökkentés nem érte el a célját, a cégek nem vettek fel több embert az eredményeképpen.
Ehelyett a várakozásaik emelkedtek meg a maradék munkaidőbe beleférő munkateljesítményt illetően. A jobboldali pártok és gazdasági elemzők szerint a cégek azért nem vesznek fel több embert, mert a francia munkaerőpiaci szabályok nehézzé teszik az elbocsátásokat olyan időszakokban, amikor egy cég nehézségekkel szembesül.

## A törvény módosításai
A konzervatív Jean-Pierre Raffarin 2002 és 2005 közt regnáló kormányainak néhány tagja nagyon kritikus volt a munkaidő-törvénnyel szemben, és fokozatosan fel is lazították a szabályokat. 2004 december 22-én a francia parlament 180-ról 220-ra emelte a túlórák éves maximumát és 2005 március 31-én egy másik törvény további lazításokat vezettek be.

## Külső hivatkozások
- A kormány hivatalos oldala a 35 órás munkahétről (franciául)
- Az INSEE értékelése (franciául)

## Fordítás
Ez a szócikk részben vagy egészben  a(z)   35-hour workweek című angol Wikipédia-szócikk ezen változatának fordításán alapul.  Az eredeti cikk szerkesztőit annak laptörténete sorolja fel. Ez a jelzés csupán a megfogalmazás eredetét és a szerzői jogokat jelzi, nem szolgál a cikkben szereplő információk forrásmegjelöléseként.